# OPENDOEK
OPENDOEK vzw is een Belgische amateurkunstenorganisatie die het theater in de vrije tijd inspireert, faciliteert en ondersteunt waardoor auteurs, makers, spelers, vertellers en publiek zich artistiek en sociaal kunnen ontplooien.

## Historiek
De organisatie is in 2000 als Opendoek Amateurtheater Vlaanderen ontstaan uit een fusie van het Nationaal Vlaams Kristelijk Toneelverbond (NVKT), het Koninklijk Nationaal Toneelverbond (KNTV), 
de Federatie voor Amateurkunsten en Kreativiteit (FAKREA), de Federatie van Vlaamse Socialistische en Sociaal-progressieve Toneelverenigingen (FVST) en het Vlaams Verbond voor Poppenspel (VVP).
In 2017 werd de naam gewijzigd naar OPENDOEK.

## Structuur

### Organisatie
Het is de enige door het Ministerie van de Vlaamse Gemeenschap erkende organisatie voor amateurtheater.

### Tijdschrift
De organisatie geeft het tijdschrift OPENDOEK-magazine uit. 